# Tama Trevallyn
Tama Trevallyn – zapora wodna, położona na rzece South Esk (Tasmania) w pobliżu miasta Launceston, ukończona w 1955. Używana jako elektrownia wodna. Zbiornik ma powierzchnię 1,48 km² i pojemność 8,54 mln m³.